# Трето склонение
„Трето склонение“ е български анимационен филм от 1979 година на режисьора Иван Андонов.

## Актьорски състав
Не е налична информация за актьорския състав.